# Eric al VI-lea al Danemarcei
Eric al VI-lea (n. 1274, Danemarca, Regatul Danemarcei⁠(d) – d. 13 noiembrie 1319, Roskilde, regiunea Sjælland, Danemarca) a fost regele Danemarcei din 1286 până în 1319 și a fost fiul lui Eric al V-lea al Danemarcei și a soției sale Agnes de Brandenburg. A devenit rege la vârsta de 12 ani, atunci când tatăl său a fost ucis, pe 22 noiembrie 1286, de către unii asasini necunoscuți. Din moment ce Eric avea vârsta de 12 ani, mama sa a guvernat pentru el până în 1294.
Domnia lui Eric a avut loc în perioada centrală a Epocii de descompunere a Danemarcei, 1241 - 1340. Domnia sa timpurie, în timp ce mama sa era regentă împreună cu rudele ei germane, a fost afectată de tulburări și războaie precedente care au dus la asasinarea tatălui său.
În urma unei cercetări a cazului, verdictul a fost discutabil în legătură cu mai multe capete de acuzare. Nu s-a putut dovedi că unul dintre acuzați se afla în vecinătate când regele a fost înjughiat și omorât. 
Andersen și ceilalți acuzați au fugit în Norvegia unde au fost întâmpinați de rgele Eric, care i-a sprijinit cu bucurie pe dușmanii regelui danez. El i-a acordat lui Andersen cetate de la Kongshelle, în apropierea graniței cu Danemarca. Exilații au contruit fronturi pe Samsø , Hjelm , Sprogø , și Helgenæs. Nici o navă nu era în siguranță și nici un oraș nu era păzit de Stig Andersen Hvide.
Conflictele ecleziastice au apărut din cauza ambițiosului Arhiepiscop de Lund, Jens Grand, care i-a sprijinit pe haiduci, rudele sale, în ciuda jurământului său de a-l sprijini pe rege. Episcopul Jen a dat o bucată de pământ a bisericii de la Hundehals exilaților, pentru a construi o cetate. Regele nu a putut tolera acest lucru și a ordonat arestarea episcopului, ducându-l pe acesta în lanțuri la Ducele Christopher unde a fost închis în turn, pe întuneric. După câteva luni în condiții îngrozitoare, regele a trimis un mesager la Episcopul Jens pentru a vedea dacă jura din nou credință și să promită că nu o să caute răzbunare pentru captivitatea lui, însă episcopul a refuzat. După alți doi ani petrecuți în captivitate, episcopul Jens a reușit să scape cu ajutorul unui servitor. Episcopul a fugit direct la Roma pentru a prezenta cauza sa Papei. Papa l-a excomunicat imediat pe rege și a pus toată țara în interdicție până când Regatul avea să-i plătească Episcopului anii petrecuți în captivitate. Promițând că va face tot ce a zis Papa, regele Eric s-a umilit în public. 
În 1312, foametea a lovit din nou Danemarca iar regele a cerut aceleași impozite ca și înainte, țăranii din Zeelanda răzvrătindu-se. Eric a pedepsit rebeliunea cu înverșunare, spânzurând sute de țărani din afara orașului Copenhaga. În următorul an, la Adunarea Viborg, țăranii și nobilii au declarat război împotriva regelui. Cei care refuzau să-i ajute pe rebeli erau spânzurați de propriile grinzi ale casei. Eric a distrus rebeliunea cu ajutorul trupelor de germani mercenari, pustiind totul până în nordul regiunii Randers. Regele a început o etapă de clădire a fortărețelor folosind țăranii ca sclavi, aceasta fiind una dintre sancțiunile impuse pentru răzvrătire. Nobilii implicați au fost exilați sau executați și bunurile lor au fost luate de coroană. Au fost construite patru fortărețe: Bygholm în Horsens, Kalo la nord de la Aarhus, Borgvold în Viborg și Ulstrup la est de Struer. Niels Brok a fost executat pentru că l-a ascuns pe Rane Jonsen, cel care îi ajutase pe consiratori să-i ucidă tatăl. Atunci când Eric a murit în 1319, Danemarca era în stare de faliment.

## Căsătoria și copii
Eric s-a căsătorit în 1296 cu Ingeborg Magnusdotter a Suediei. Cuplul a avut opt copii care au murit de tineri și șase pierderi de sarcină. 